# Edictum de beneficiis
L'Edictum de beneficiis militum Regni Italici, spesso semplicemente Edictum de beneficiis e in seguito noto anche come Constitutio de feudis, è un editto emanato dall'imperatore del Sacro Romano Impero Corrado II il Salico il 28 maggio 1037 a Cremona, mentre si trovava impegnato nell'assedio di Milano.
Il documento fu redatto allo scopo di smorzare le ribellioni dei vassalli italiani dell'Imperatore e regolava il diritto di successione feudale per i feudi minori.
In precedenza, il diritto di successione dei feudi maggiori era stato oggetto del capitolare di Quierzy, emanato nell'877 dall'imperatore franco Carlo il Calvo. Nella Constitutio de feudis furono estesi ai vassalli minori (i valvassori) i benefici di cui godevano i grandi feudatari, equiparando le gerarchie feudali.
L'editto stabilì che il feudo concesso non fosse revocabile se non per giusta causa; i feudatari minori potevano ora essere giudicati da loro pari e far ereditare i loro possedimenti ai figli, anche se donne o minori. Fu mantenuto un vincolo di tutela dei feudatari maggiori sui feudi dei loro vassalli (così come fu mantenuto per il reggente sui feudatari maggiori), riconoscendo ai signori il diritto di fissare una tassa sull'eredità del feudo del vassallo a lui sottoposto e conservare il controllo del feudo fino alla maggiore età dell'erede, se minorenne, o fino a che, se donna, non avesse sposato un partito gradito.